# Thouarella cristata
Thouarella cristata is een zachte koraalsoort uit de familie Primnoidae. De koraalsoort komt uit het geslacht Thouarella. Thouarella cristata werd in 2011 voor het eerst wetenschappelijk beschreven door Cairns. 